# Recas
Recas é um município da Espanha na província de Toledo, comunidade autónoma de Castela-Mancha. Tem 31 km² de área e em 2021 tinha  4 536 habitantes (densidade: 146,3 hab./km²).

## Demografia
| Variação demográfica do município entre 1991 e 2004 | Variação demográfica do município entre 1991 e 2004 | Variação demográfica do município entre 1991 e 2004 | Variação demográfica do município entre 1991 e 2004 |
| --------------------------------------------------- | --------------------------------------------------- | --------------------------------------------------- | --------------------------------------------------- |
| 1991                                                | 1996                                                | 2001                                                | 2004                                                |
| 2227                                                | 2469                                                | 2745                                                | 2922                                                |